# South America & Mexico Tour
Die South America & Mexico Tour ist eine Konzert-Tournee der Boygroup New Kids on the Block (auch NKOTB). Die Tour bestand aus 6 Konzerten in Südamerika und 4 Konzerten in Mexiko. Es wurden keine Konzerte für eine DVD mitgeschnitten.

## Tourdaten
| Datum              | Stadt             | Land        | Veranstaltungsort       |
| Südamerika         | Südamerika        | Südamerika  | Südamerika              |
| ------------------ | ----------------- | ----------- | ----------------------- |
| 27. August 2012    | Santiago de Chile | Chile       | Movistar Arena          |
| 28. August 2012    | Santiago de Chile | Chile       | Movistar Arena          |
| 30. August 2012    | Buenos Aires      | Argentinien | Campo Argentino de Polo |
| 2. September 2012  | São Paulo         | Brasilien   | Estádio do Morumbi      |
| 4. September 2012  | Rio de Janeiro    | Brasilien   | HSBC Arena              |
| 5. September 2012  | Rio de Janeiro    | Brasilien   | HSBC Arena              |
| Mexiko             |                   |             |                         |
| 18. September 2012 | Monterrey         | Mexiko      | Monterrey Arena         |
| 21. September 2012 | Torreón           | Mexiko      | Auditorio Municipal     |
| 22. September 2012 | Torreón           | Mexiko      | Auditorio Municipal     |
| 24. September 2012 | Mexiko-Stadt      | Mexiko      | Foro Sol                |

## Daten
| Veranstaltungsort       | Stadt          | Tickets verkauft / verfügbar | Einnahmen   |
| ----------------------- | -------------- | ---------------------------- | ----------- |
| Movistar Arena          | Santiago       | 21.916 / 21.916 (100 %)      | $1,895,734  |
| Campo Argentino de Polo | Buenos Aires   | 31.050 / 31.050 (100 %)      | $2,502,360  |
| Estádio do Morumbi      | São Paulo      | 44.174 / 44.900 (98 %)       | $3,618,940  |
| HSBC Arena              | Rio de Janeiro | 22.000 / 22.000 (100 %)      | $1,773,320  |
| Monterrey Arena         | Monterrey      | 15.430 / 15.430 (100 %)      | $1,243,658  |
| Auditorio Municipal     | Torreón        | 6.000 / 6.000 (100 %)        | $483,600    |
| Foro Sol                | Mexiko-Stadt   | 55.178 / 55.178 (100 %)      | $4,447,367  |
| Total                   | Total          | 195.022 / 195.748 (99 %)     | $15,964,979 |